# Животното (филм, 1977)
„Животното“ (на френски: L'Animal) е френска екшън кинокомедия от 1977 г. на режисьора Клод Зиди с участието на Жан-Пол Белмондо, Ракел Уелч, Жулиен Гиомар и други. Жан-Пол Белмондо вечният плейбой на френското кино, известен с това, че сам изпълнява каскадите си, не изневерява на тази своя традиция и надскача себе си и в „Животното“.

## Сюжет
Внимание:  Текстът по-долу разкрива сюжета на произведението (или части от него)!
Мишел Гоше, каскадьор и мошеник е лудо влюбен в Джейн, негова бивша годеница и колежка. Тя обаче е все така бясна за това, че е лежала в болница след негова провалена каскада, че разтрогва годежа. Бруно Ферари е хомосексуален филмов актьор, която Мишел дублира. Ферари се опитва да съблазни своя дубльор. Джейн все така сърдита, флиртува с продуцента на филма и за да отмъсти на Мишел го кара да снима безкрайно една и съща тежка каскада. Тя се опитва да съблазни и Бруно, но открива, че той няма интерес към жените. Мишел, който често се представя за Бруно, за да я спечели отново не остава назад с номерата, което окончателно я обърква. И когато Джейн ще се омъжва за глуповат Граф, с гръм и трясък пристига Мишел преоблечен като горила за да я отвлече от олтара.

## В ролите
| Актьор           | Роля                      |
| ---------------- | ------------------------- |
| Жан-Пол Белмондо | Майк Гоше и Бруно Ферари  |
| Ракел Уелч       | Джейн Гарднър             |
| Дани Савал       | Дорис                     |
| Реймон Жером     | Графът                    |
| Жулиен Гиомар    | Фехнер                    |
| Джейн Бъркин     | Прочута актриса           |
| Джони Холидей    | Прочут актьор             |
| Шарл Жерар       | Хиацинт                   |
| Алдо Масионе     | Серджо Кампанезе          |
| Клод Шаброл      | Режисьора                 |
| Марио Давид      | Сантос циганина           |
| Анри Атал        | Асистента на Бруно Ферари |

## Награди
- 1978 - номинация за „Сезар“ за най-добра музика - Владимир Козма.
- 1978 - награда „Златен екран“, Германия